# Fruitland (Maryland)
Fruitland è un comune degli Stati Uniti d'America, nella contea di Wicomico nello Stato del Maryland.